# Barkewol
Barkewol este o comună din departamentul Barkewol, Regiunea Assaba, Mauritania, cu o populație de 6.303 locuitori.